# Australisk styltlöpare
Australisk styltlöpare (Himantopus leucocephalus) är en fågel i familjen skärfläckor inom ordningen vadarfåglar med omdiskuterad artstatus.

## Kännetecken

### Utseende
Australisk styltlöpare är liksom alla styltlöpare en gracil vadarfågel med lång hals, litet huvud, tunn och rak näbb samt framför allt mycket långa, rosa ben; styltlöpare har näst efter flamingor fågelvärldens längsta ben i förhållande till kroppsstorleken. Den är mycket lik styltlöparen med vit undersida, svart ovansida, skära ben och svart näbb. Denna art har dock en ås av något längre, ofta resta, svarta fjädrar på baksidan av huvudet och övre delen av nacken som ibland formar ett nästan fullständigt halsband. I flykten är vingarna även något bredare.
Fåglar på Nya Zeeland har något mer svart på nacken samt är lite avvikande i proportionerna (längre näbb och vingar, kortare ben). Detta tros vara ett resultat av hybridisering med svart styltlöpare. Könen är mycket lika, där honan är något brunare än hanen på mantel och skapularer.

### Läten
Lätena hos australisk styltlöpare är mycket lika styltlöparens, det vill säga bland annat gälla och upprepade "kjyck kjyck kjyck...", men är mjukare och mer nasala, som en leksakstrumpet.

## Utbredning
Fågeln förekommer från södra Sumatra och Java i Indonesien österut till Nya Guinea och söderut till Australien, Tasmanien och Nya Zeeland. Populationen i Nya Zeeland tros ha etablerats i början av 1800-talet. Vintertid påträffas den norrut till Filippinerna, Stora Sundaöarna och Sulawesi, och till och med så långt bort som till Sri Lanka. Tillfälligt har den påträffats i Japan.

## Systematik
Australisk styltlöpare behandlas ofta tillsammans med amerikansk styltlöpare (Himantopus mexicanus) och den sydamerikanska arten vitkronad styltlöpare (H. melanurus) som en del av styltlöparen (Himantopus himantopus), bland annat av Birdlife International och internationella naturvårdsunionen IUCN. Den behandlas som monotypisk, det vill säga att den inte delas in i några underarter.

## Status
Eftersom IUCN inte anser den vara en egen art har dess hotstatus inte utvärderats.